# 兰道夫·内塞

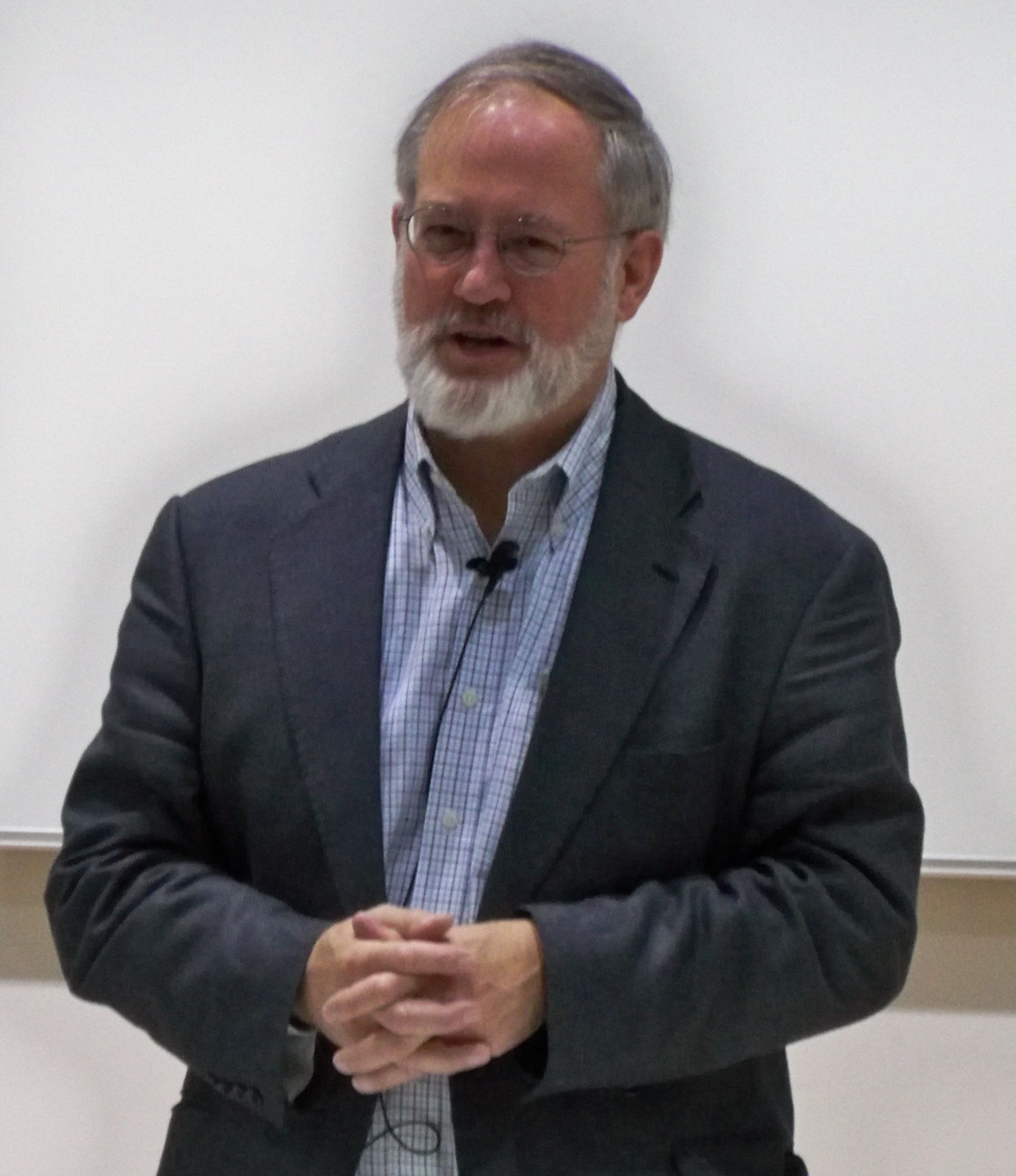

兰道夫·内塞（Randolph M. Nesse，1948年—）是美国的一位医生、科学家兼作家，以其在进化医学领域的创立者身份而闻名。他是亚利桑那州立大学（ASU）的生命科学教授及ASU基金会教授（ASU Foundation Professor），并于2014年成为该校进化与医学中心的创始主任（Founding Director of the Center for Evolution and Medicine）。他曾是密歇根大学的精神病学教授、心理学教授和研究教授，在那里他领导了进化和人类适应计划（Evolution and Human Adaptation Program），并帮助建立了世界上最早的焦虑症诊所之一，并研究了神经分泌对恐惧的反应。 
他对衰老进化的研究，促使他与进化生物学家乔治·C·威廉姆斯进行了长期合作。他们合著的《我们为什么生病——达尔文医学的新科学》（Why We Get Sick: The New Science of Darwinian Medicine）一书，促进了进化医学领域的快速发展。他的后续研究集中于自然选择如何形成调节疼痛、发烧、焦虑低落情绪等机制，以及为什么情绪障碍如此常见。他还广泛撰写了一些文章，涉及道德情感的进化起源，以及将进化生物学建立成为医学的基础科学这一策略。《感觉不好的充分理由——进化精神病学前沿的见解》（Good Reasons for Bad Feelings: Insights from the Frontier of Evolutionary Psychiatry）一书，将进化医学的原理应用于精神疾病。 
他是人类行为与进化学会的最初组织者和第二任主席，目前是国际进化、医学与公共卫生学会（International Society for Evolution, Medicine & Public Health）的主席。他是美国精神医学学会的杰出终身会员（Distinguished Life Fellow）、心理科学协会会员以及美国文理科学院的当选院士。

## 出版物
- 兰道夫·内塞.  [测试关于精神障碍的进化假设]. S. Stearns  (编).  [健康与疾病的进化]. 纽约: 牛津大学出版社. 1999: 260–266 （英语）.
- 兰道夫·内塞; 乔治·C·威廉姆斯.  [我们为什么生病]. 纽约: 时代图书（英语：Times Books）. 1995 （英语）.
- 兰道夫·内塞.  [恐慌症和广场恐惧症的进化观点]. 西蒙·巴伦-科恩（英语：Simon Baron-Cohen）  (编).  [精神错乱：进化心理病理学的经典读物]. 东萨塞克斯: 心理学出版社. 1997: 73–83  [2011-01-21]. ISBN 0-86377-460-1. （原始内容存档于2020-08-19） （英语）.
- 兰道夫·内塞; 乔治·C·威廉姆斯.  [精神障碍是疾病吗？]. 西蒙·巴伦-科恩  (编).  [精神错乱：进化心理病理学的经典读物]. 东萨塞克斯: 心理学出版社. 1997: 1–22  [2011-01-21]. ISBN 0-86377-460-1. （原始内容存档于2020-08-19） （英语）.
- 兰道夫·内塞; 乔治·C·威廉姆斯.  [研究设计解决关于医学疾病的进化问题]. S. Stearns  (编).  [健康与疾病的进化]. 纽约: 牛津大学出版社. 1999: 16–26 （英语）.
- [市场上有百忧解吗？]. 斯坦福大学出版社. 2000-02-28  [2020-05-30]. （原始内容存档于2006-09-17） （英语）.
- Kellera, M.C.; 兰道夫·内塞.  [情绪低落是一种适应吗？带有匹配沉淀物症状的亚型证据] (PDF). 情感障碍期刊（英语：Journal of Affective Disorders）. 2005, 86: 27–35  [2020-05-30]. doi:10.1016/j.jad.2004.12.005. （原始内容存档 (PDF)于2020-11-09） （英语）.